# Flashback (pel·lícula de 1990)
|  | Per a altres significats, vegeu «Flashback: Estiu sagnant». |

Flashback és una pel·lícula estatunidenca dirigida per Franco Amurri estrenada el 1990. Aquesta pel·lícula ha estat doblada al català.

## Argument
John Bucker, un jove i talentós agent de l'FBI, més aviat estil yuppie dels anys 1980, té per a missió de presentar Huey Walker, un bromista de gran renom, més aviat estil anys 1960, en un tribunal suprem per ser jutjat.
El que no havia de ser més que una simple missió de rutina es transformarà molt de pressa en un periple rocambolesc...

## Repartiment
- Dennis Hopper: Huey Walker
- Kiefer Sutherland: John Buckner
- Carol Kane: Maggie
- Paul Dooley: Stark
- Cliff De Young: Xerif Hightower
- Richard Masur: Barry
- Michael McKean: Hal
- Kathleen York: Sparkle
- Tom O'Brien: Phil Prager